# Ташлык (Черкасская область)
Ташлы́к (укр. Ташлик) — село в Смелянском районе Черкасской области Украины.
Население по переписи 2001 года составляло 1935 человек. Почтовый индекс — 20751. Телефонный код — 4733.

## Местный совет
20751, Черкасская обл., Смелянский р-н, с. Ташлык, ул. Кирова, 1